# Invasione ottomana delle Isole Baleari (1558)
L'invasione ottomana delle Isole Baleari fu un'operazione militare dell'Impero ottomano avvenuta nel 1558 contro la Spagna asburgica nel suo territorio delle Isole Baleari.

## Antefatto

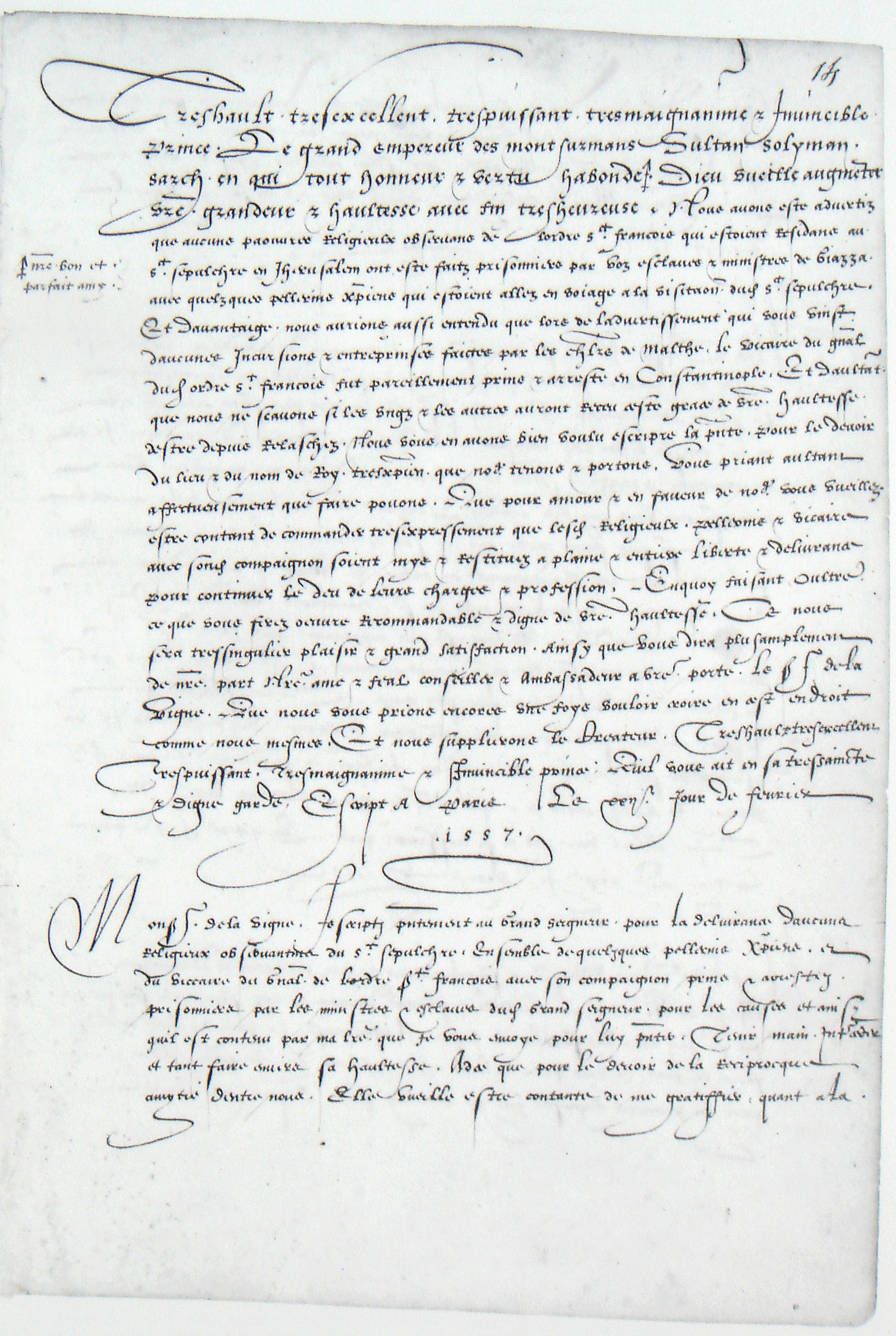
Lettera di Enrico II di Francia a Solimano il Magnifico tramite l'ambasciatore Jean Cavenac de la Vigne, datata 22 febbraio 1557.

Gli ottomani nella loro lotta contro i cristiani dell'Europa occidentale, avevano già più volte attaccato le Isole Baleari come nel caso del raid del 1501 a cui fecero seguito diverse altre operazioni minori come i sacco di Pollença (nel 1531 e nel 1550), il Sacco di Mahon nel 1535, quello di Alcúdia (1551), quello di Valldemossa (1552), quello di Andratx (1553) e quello di Sóller (1561). Gli attacchi ottomani diminuirono solo dopo la Battaglia di Lepanto del 1571, sebbene continuarono stabilmente sino al XVII secolo.
Il 30 dicembre 1557, Enrico II di Francia, che era in conflitto con gli Asburgo nella Guerra d'Italia del 1551-1559, scrisse una lettera a Solimano, chiedendogli del denaro, nitrato di potassio e 150 galee da poter portare nel Mediterraneo occidentale. Tramite il suo ambasciatore Jean Cavenac de la Vigne, Enrico II ottenne l'invio della flotta ottomana nel 1558.
Solimano il Magnifico inviò la sua flotta come diversivo per aiutare gli alleati francesi contro gli Asburgo. L'armata ottomana lasciò Costantinopoli nell'aprile del 1558. Il 13 giugno 1558, la flotta ottomana razziò l'Italia con ben pochi effetti ad eccezione del sacco di Sorrento, allora parte dei possedimenti della Spagna asburgica nell'Italia meridionale, dove i turchi fecero 3000 prigionieri.

## L'invasione
Nel luglio del 1558, la flotta ottomana giunse all'altezza delle Isole Baleari. Le forze ottomane erano composte da 15 000 uomini e 150 navi da guerra. Dopo aver respinto un attacco a Mahón, attaccarono la cittadella di Ciutadella a Minorca, dove vi era una guarnigione di soli 40 soldati.

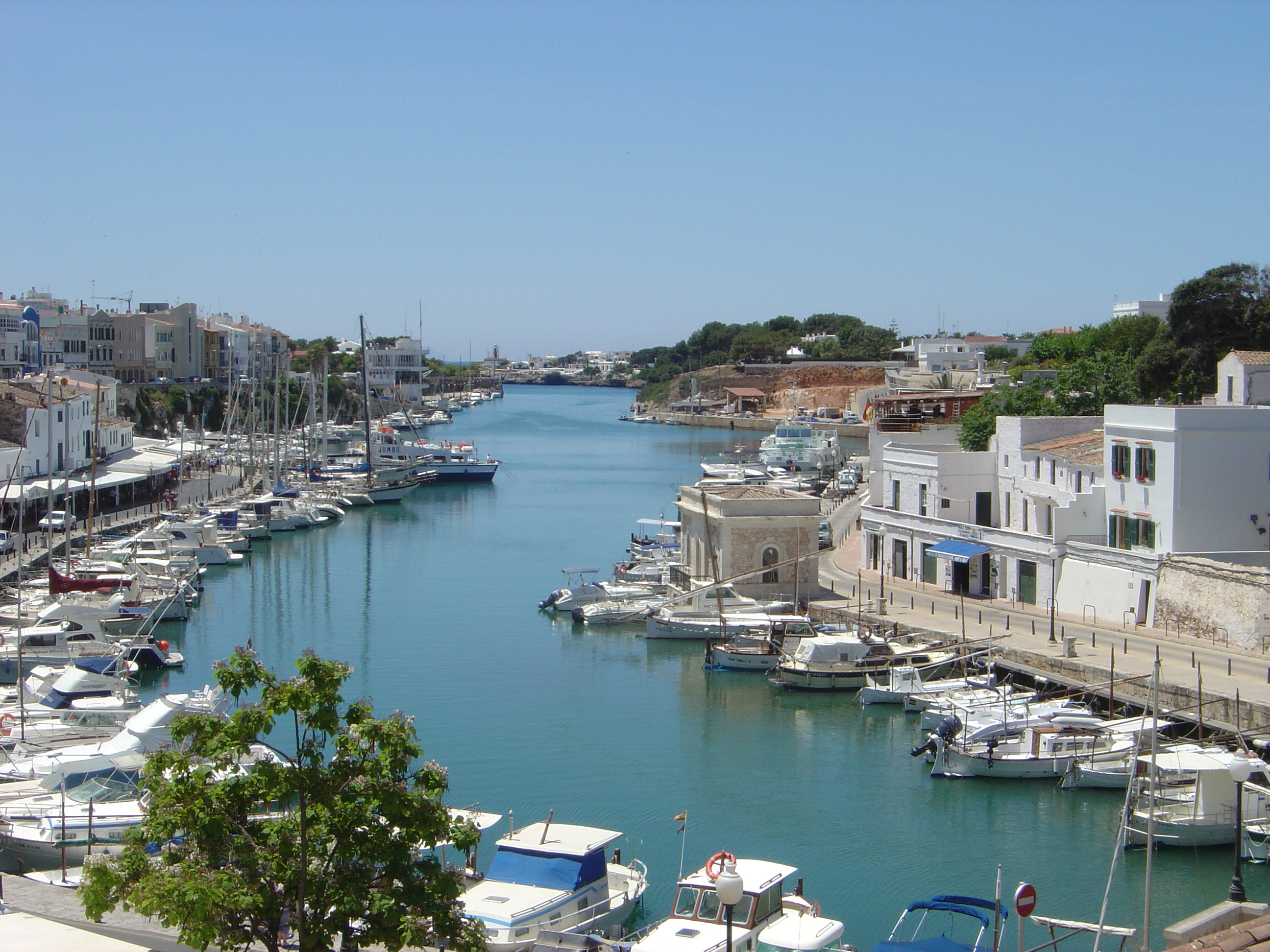
Il porto di Ciutadella.

Il 9 luglio 1558, gli ottomani, al comando di Piyale Paşa e Turgut Reis, posero l'assedio al villaggio per otto giorni, riuscendo a penetrare in città, decimandone la popolazione. Dopo la caduta della cittadella, la popolazione locale venne schiavizzata. Tutti i 3 099 abitanti di Ciutadella che sopravvissero all'assedio vennero venduti come schiavi, assieme alla popolazione dei villaggi vicini. In totale furono 3452 le persone che vennero poi trasportate a Costantinopoli per essere vendute al locale mercato degli schiavi.
Un obelisco eretto nel XIX secolo da Josep Quadrado nella Plaza d'es Born, in memoria dell'offensiva turca, riporta ancora oggi la seguente iscrizione:
Ogni anno, il 9 luglio, a Ciutadella si tiene una commemorazione per ricordare "l’Any de sa Desgràcia" ("l'anno della disgrazia").

## Conseguenza
Dopo la vittoria del 1558, per un breve periodo di tempo, gli ottomani riuscirono ad occupare parte delle Isole Baleari, sino poi a venire scacciati per intervento della Spagna.